# Rands lawaaimaker
De Rands lawaaimaker (Cossypha heinrichi) is een zangvogel uit de familie Muscicapidae (vliegenvangers).

## Verspreiding en leefgebied
Deze soort komt voor in de savannen en bossen van noordwestelijk Angola en aangrenzend westelijk Congo-Kinshasa.